# Eisenbahnunfall von Minot
Der Eisenbahnunfall von Minot war die Entgleisung eines Güterzuges bei Minot, North Dakota, am 18. Januar 2002, bei der in großer Menge giftiges Ammoniak freigesetzt wurde. Dabei starb ein Anwohner, 11 Menschen wurden schwer, 322 leicht verletzt. Die Auswirkungen des Unfalls wurden durch ein weitgehendes Versagen des Notfallmanagements verstärkt.

## Ausgangslage
Das Streckennetz der Canadian Pacific Railway reicht weit in den Norden der USA hinein. Der Unfall ereignete sich auf deren durch den Ort Minot führenden Bahnstrecke.
Der Zug 292-16 der Canadian Pacific Railway befuhr diese Bahnstrecke in der Nacht vom 17. auf den 18. Januar 2002 in östlicher Richtung mit etwa 65 km/h. Er bestand aus 112 Güterwagen und führte unter anderem Kesselwagen mit, die Ammoniak geladen hatten. Die Temperaturen lagen weit unter dem Gefrierpunkt.

## Unfallhergang
Knapp einen Kilometer vor der westlichen Stadtgrenze von Minot entgleisten gegen 1:37 Uhr 31 Güterwagen des Zuges in einer Weiche, in der ein Schienenbruch aufgetreten war. Dabei wurden auch 5 Kesselwagen beschädigt, die unter Druck stehendes, verflüssigtes Ammoniak-Gas geladen hatten und daraufhin beträchtliche Mengen von diesem – flüssig und gasförmig – freisetzten. 1100 Kubikmeter des ätzenden und giftigen Gases traten in die Atmosphäre aus. Lokomotivführer und Zugbegleiter wurden verletzt und in ein Krankenhaus eingeliefert.

## Folgen
Ein Anwohner starb, 11 Menschen wurden schwer, 322 leicht verletzt, etwa 1000 begaben sich in ärztliche Behandlung. Die Gegen- und Rettungsmaßnahmen waren zunächst von Chaos geprägt. Der Lokomotivführer hatte sofort das örtliche Notfallzentrum angerufen. Das städtische Alarmsystem war aber – obwohl es, wie die Untersuchung ergab, voll funktionsfähig war – abgeschaltet. Andere Warnsysteme waren abgeschaltet oder versagten, wie etwa die Sirenen. Die Notrufnummer brach wegen der zahlreich eingehenden Anrufe zusammen und konnte nicht reaktiviert werden, da vom anwesenden Personal niemand die Berechtigung besaß, in das weitgehend automatisierte System einzugreifen.
Alle sechs örtlichen Radiosender gehörten dem einzigen Anbieter Clear Channel Communications. Sie wurden, wie üblich in dieser frühen Morgenstunde, automatisch, ohne Personal betrieben. Es war also niemand vor Ort, der hier eine Warnung hätte aussprechen können, so dass die breite Öffentlichkeit nicht erreicht werden konnte. Dies wurde später als Beleg für die Gefahr und Auswirkungen der Medienkonzentration angeführt.
So dauerte es mehrere Stunden, bevor überhaupt Katastrophenalarm ausgelöst werden konnte. Das Gebiet um die Unfallstelle musste großräumig evakuiert werden. Betroffen davon waren etwa 11.600 Menschen. Die Bewohner im übrigen Stadtgebiet von Minot wurden angewiesen, die Gebäude nicht zu verlassen und nasse Tücher über das Gesicht zu legen, um das Ammoniak abzuwehren.
Am Vormittag des 18. Januar hatte die Ammoniak-Wolke sich über große Teile der Stadt ausgebreitet, wurde dadurch aber auch dünner. Etwa 24 Stunden nach dem Unfall hatte das Ammoniak sich so weit verflüchtigt, dass Helfer bis an die Unfallstelle vordringen und mit den Aufräumarbeiten beginnen konnten. Zur Folgebeseitigung gehörte auch, dass Eis auf dem Souris River, das mit Ammoniak kontaminiert war, abgetragen werden musste.
Der Sachschaden betrug mehr als $10 Mio. Die Stadt Minot beschränkte als Folge des Unfalls die Durchfahrgeschwindigkeit der Züge in ihrem Stadtgebiet.